# Silvio Anselmo
Silvio Anselmo (Mondovì, 2 maggio 1936) è un attore e doppiatore italiano.

## Biografia
Dopo il diploma all'Accademia d'arte drammatica "Silvio d'Amico", nel 1960, Silvio Anselmo ha svolto ininterrottamente l'attività di attore in teatro, cinema, radio, televisione e doppiaggio. 
È noto principalmente per aver doppiato l’Uomo dei fumetti, il Capitano McAllister (dalla quinta stagione), Jasper (dall'undicesima stagione) Hans Uomo Talpa nel cartone animato I Simpson e Scruffy Scruffington nelle prime cinque stagioni di Futurama. 
Negli anni Settanta ha conseguito una specializzazione in psicoterapia presso l'Istituto di Psicoterapia Analitica, intraprendendo poi un'attività come psicoterapeuta individuale e di gruppo. Dopo qualche anno ha lasciato tale attività per dedicarsi a un'intensa ricerca spirituale, seguendo principalmente i grandi insegnamenti della tradizione indiana: Yoga-Vedanta, Yogananda e soprattutto il Buddhismo Theravada, in questo caso sotto la guida di Corrado Pensa, all'interno dell'associazione A.Me.Co (Associazione di Meditazione Consapevolezza), a Roma. 
Nel 2010 ha pubblicato il suo primo libro di poesie "Luce Perpendicolare".

## Filmografia

### Cinema
- Il carabiniere a cavallo, regia di Carlo Lizzani (1961)
- Le quattro giornate di Napoli, regia di Nanni Loy (1962)
- I motorizzati, regia di Camillo Mastrocinque (1962)
- La bellezza di Ippolita, regia di Giancarlo Zagni (1962)
- I compagni, regia di Mario Monicelli (1963)
- Donnarumma all'assalto, regia di Marco Leto (1972)
- La villeggiatura, regia di Marco Leto (1973)
- La Bonne, regia di Salvatore Samperi (1986)
- La corsa dell'innocente, regia di Carlo Carlei (1992)

### Televisione
- L'idiota di Fëdor Dostoevskij, regia di Giacomo Vaccari (1959)
- Le miserie di Monsù Travet, regia Edmo Fenoglio (1960)
- Tempo di musica, regia di Daniele D'Anza
- Giulio Cesare di Shakespeare, regia di Sandro Bolchi (1964)
- I Giacobini, regia di Edmo Fenoglio (1965)
- Il mistero, regia di Orazio Costa (1965)
- Assassinio nella cattedrale di T. S. Eliot, regia di Orazio Costa (1966)
- Lincoln, regia di Daniele D'Anza (1967)
- I Decabristi, regia di Marco Leto (1967)
- Elisabetta d'Inghilterra di F. Bruckner, regia di Edmo Fenoglio (1970)
- Donnarumma, regia di Marco Leto (1972)
- Erano tutti miei figli, regia di Marco Leto (1972)
- Oplà noi viviamo, di Ernst Toller, regia di Marco Leto (trasmessa il 31 marzo 1972)
- Il Picciotto, regia di Alberto Negrin (1973)
- Napoleone a Sant'Elena, regia di Vittorio Cottafavi (1973)
- Saturnino Farandola, regia di Raffaele Meloni (1973)
- L'avventura di un povero cristiano di I. Silone, regia di Ottavio Spadaro (1974)
- Philo Vance, regia di Marco Leto (1974)
- Quaranta giorni di libertà, regia di Leandro Castellani (1974)
- I vecchi e i giovani di Pirandello, regia di Marco Leto (1979)
- Il caso Murri, regia di Mario Ferrero (1982)
- Una tranquilla coppia di killer, regia di Gianfranco Albano (1982)
- L'assassinio di Giovanni Gentile, regia Marco Leto (1982)
- Il nocciolo della questione, regia Marco Leto  (1983)
- Singolo, regia di Francesco Ranieri Martinotti (1987)
- Una donna spezzata, regia di Marco Leto - miniserie TV (1989)
- Colf - Collaboratore domestico, regia di Marco Leto
- Brodo di pollo di A. Wesker, regia di Flaminio Bollini
- A rischio d'amore, regia di Vittorio Nevano (1996)

## Teatro
- 1960 – Francesca da Rimini di G. D'Annunzio – regia O. Costa
- 1963 - 1964 – Compagnia Albertazzi-Proclemer – Amleto di W. Shakespeare – regia F. Zeffirelli
- 1964 - 1965 – Compagnia ridotto Eliseo con A. Crast e G. R. Dandolo
- 1964 - 1965 - Clizia di Macchiavelli  – regia S. Borgone
- 1964 - 1965 - Pensaci Giacomino di L. Pirandello – regia S. Borgone.
- 1965 - 1966 – Teatro Romeo diretto da O. Costa
- 1965 - 1966 - Il Mistero di Copeau – Assassinio nella cattedrale di
- 1965 - 1966 - T.S. Elliot – La Divina Commedia e Don Giovanni di Moliere.
- 1966 – 1967 – Teatro Stabile di Trieste con G. Bosetti, F. Nuti, G. Lavia
- 1966 - 1967 - Il bugiardo di Goldoni – regia De Bosio.
- 1966 - 1967 - Edipo re di Sofocle – regia di O. Costa.
- 1966 - 1967 - Gli Zanni di Anonimo del ‘500 – regia di G. Poli
- 1966 - 1967 - Lutero di Osborne – regia di Macedonio
- 1968 – 1969 – Compagnia Teatro Insieme – I tre moschettieri di Dumas, ad. Di Planchon – regia di J.Quaglio.
- 1969 – 1970 – Compagnia estiva in Calabria - Reggio in fiamme – regia M. Leto.

## Doppiaggio

### Film
- Jerry Hardin in Wanted - Vivo o morto, Il gioco del falco
- Harrison Ford in American Graffiti 2
- Lance Henriksen in Terminator
- Ben Gazzara in 13 - Se perdi... muori
- Alan Arkin in Edward mani di forbice
- Ted Danson in Ted
- Kurtwood Smith in La storia di Ruth, donna americana
- John Hurt in Jayne Mansfield's Car - L'ultimo desiderio
- Michael McKean in Cambio d'identità
- M. Emmet Walsh in A scuola con papà
- DeForest Kelley in Star Trek II - L'ira di Khan
- Tom Atkins in La nona configurazione
- David Paymer in Howard e il destino del mondo
- Jonathan Banks in Gremlins
- Howard Hesseman in Martian Child - Un bambino da amare
- Jesse Vint in Arma non convenzionale
- Chris Ellis in Oscure presenze
- George Woodard in Ethan Frome - La storia di un amore proibito
- Joel Pollis in La cosa
- C. W. Morgan in Scream
- MacIntyre Dixon in School of Rock
- Dan Beene in Quando l'amore brucia l'anima - Walk the Line
- Roy Yeager in Natale a New York
- Nestor Serrano in Insider - Dietro la verità
- Peter Benson in Eyes Wide Shut

### Film d'animazione
- Uomo dei fumetti in I Simpson - Il film
- Crabby in Cars 2
- Solomon Muto in Yu-Gi-Oh!: The Dark Side of Dimensions

### Serie televisive
- Bob Crane in Gli eroi di Hogan
- Edward Mulhare in Supercar
- Randolph Powell in Dallas (2ª voce)
- Joe E. Tata in Beverly Hills 90210
- Creed Bratton in The Office
- Claude Akins e Richard Paul in La signora in giallo
- George Wyner in Nero Wolfe
- Mitchell Kosterman in Smallville
- Rainer Basedow in Guardia costiera

### Film TV
- Michael Hogan in Snowmageddon - Disastri di Natale
- Dakin Matthews in Guerra al virus
- Jack Colvin in La rivincita dell'incredibile Hulk

### Telenovelas
- Milton Moraes in Dancin' Days

### Cartoni animati
- Uomo dei fumetti, il capitano McAllister (ep. 5x06+) , il Ricco Texano, Jasper (st. 11+), Kirk Van Houten (1ª voce, st.3-7), Hans Uomo Talpa (1ª e 3ª voce, st.1-15, 30-34) ne I Simpson
- Scruffy Scruffington (st. 1-4), Il Colonnello (ep. 2x12), Zio Vladimir, Virginia, Giudice White (ep. 3x14), Reverendo Preacherbot (ep. 3x14) e altri personaggi in Futurama
- Conte de Mercy in Lady Oscar
- Sanderson, George Washington e alcuni personaggi secondari in Due fantagenitori
- Warnel in Dinofroz e Dinofroz Dragon's Revenge
- Gabal Docker in Sfondamento dei cieli Gurren Lagann
- Boris Lupescu in Ransie la strega

### Libri di poesie
- Luce perpendicolare : poesie e contemplazioni, diario di una ricerca spirituale, Roma, La Parola, 2010. ISBN 978-88-95120-21-8.
- Il viaggio. Desiderio d'infinito, Roma, La Parola, 2014. ISBN 978-88-95120-39-3.
- La sfida della vita, Roma, La Parola, 2021. ISBN 978-88-95120-57-7.